# Кумол
Кумо́л (изопропи́лбензо́л, 2-фени́лпропа́н) — ароматическое органическое соединение, бесцветная горючая жидкость с химической формулой {\displaystyle {\ce {C6H5CH(CH3)2}}}.
Применяется в качестве добавки к моторным топливам для повышения октанового числа, в органическом синтезе для получения ацетона и фенола и в качестве растворителя. Неагрессивен по отношению к алюминию, нержавеющим сталям. Токсичен.

## История
Впервые кумол был выделен в 1840 г. из семян кмина (зиры) (латинское название растения — Cumin cyminum) и первоначально назывался «кумин». И только впоследствии немецкий химик Юстус фон Либих предложил для вещества название «кумол» Историческое название «кумин» до сих пор сохранилось в некоторых европейских языках. В англоязычной литературе принято название cumene (с суффиксом -ene как унифицированное для ароматических соединений).

## Физические свойства
При нормальных условиях представляет собой бесцветную горючую жидкость с острым характерным ароматическим запахом, предел ощущения запаха человеком в воздухе 0,04—6,4 мг/м3 . Практически нерастворим в воде (растворимость менее 0,01 %), смешивается во всех отношениях с этиловым спиртом, эфиром, бензолом и многими другими органическими растворителями. Температура плавления −96 °C и кипения 152,4 °C.

## Химические свойства
По химическим свойствам похож на толуол: вступает в реакции замещения атомов водорода в бензольном кольце и в боковой цепи, при окислении щелочным раствором перманганата калия образует как и толуол бензоат калия.
Важным свойством является способность третичного атома углерода в боковой цепи подвергаться лёгкому окислению кислородом воздуха с образованием гидропероксида кумола (реакция Хока) — промежуточного продукта при получении ацетона и фенола:

## Способ получения
Жидкофазное (катализатор: хлорид алюминия(III)) или парофазное (катализатор: цеолиты, фосфорная кислота на кизельгуре) алкилирование бензола пропиленом по реакции алкилирования Фриделя — Крафтса при температуре 250 °С и давлении 400 бар.

## Применение
Кумол используется как высокооктановая добавка к моторному топливу, особенно для повышения октанового числа авиационных бензинов, так как по сравнению с бензолом имеет более низкую температуру замерзания (-96 °С).
Иногда применяется в качестве растворителя органических веществ.
Основная часть кумола используется в органическом синтезе при получении фенола и ацетона одним из промышленных способов. Примерно 20 % мирового производства бензола расходуется для получения кумола.
Процесс известен под названием реакции Удриса — Сергеева — окисление изопропилбензола кислородом воздуха в гидропероксид кумола с последующим его разложением серной кислотой:
{\displaystyle {\ce {C6H5CH(CH3)2 + O2 -> C6H5C(CH3)2OOH -> C6H5OH + (CH3)2CO}}}
Побочными продуктами реакции разложения являются α-метилстирол, ацетофенон, диметилфенилкарбинол.

## Меры безопасности

### Взрыво- и пожароопасность
Смеси паров кумола с воздухом взрывоопасны, концентрационные пределы взрываемости в воздухе: от 0,8 об.% (40 г/м3) до 6 об.% (300 г/м3). Температура вспышки паров 31 °C. Температура самовоспламенения 420 °C.
Изопропилбензол образует взрывоопасный пероксид при длительном контакте с воздухом. Поэтому перед перегонкой или ректификацией во избежание взрыва необходимо проверить вещество на содержание пероксидов.
При работе с кумолом следует соблюдать все меры предосторожности при работе с огнеопасными и токсичными органическими веществами.

### Физиологическое воздействие
Кумол относится к малоопасным веществам (Класс опасности 4). Вызывает общетоксическое действие, является наркотиком.
Кумол при попадании на кожу в глаза и на слизистые вызывает раздражение, также пары раздражают дыхательные пути. В высоких концентрациях кумол вредно воздействует на печень.
Вдыхание воздуха с высокой концентрацией паров кумола вызывает наркотический эффект, головную боль, головокружение и ухудшение самочувствия.
Предельно допустимая концентрация в рабочей зоне 50 мг/м3 (рекомендуемая).
В 2013 г. Международное агентство по изучению рака отнесло кумол к веществам, возможно являющимися канцерогенами. В экспериментах на мышах было обнаружено, что от паров кумола у подопытных животных развивались злокачественные опухоли в лёгких и печени.